# Petopentia
Petopentia és un gènere monotípic que pertany a la família de les apocinàcies amb una única espècie: Petopentia natalensis (Schltr.) Bullock de plantes fanerògames. És originari de Sud-àfrica.

## Descripció
Són lianes que arriben als 10-15 m d'altura, amb grans òrgans subterranis, nodulosos, tubercles, arrels. Els brots són de color vermellós amb escorça suberosa, glabres. Les fulles coriàcies, de 7-11 cm de llarg i 3,,5 cm d'ample, àmpliament oblongues, basalment arrodonides a cordades, l'àpex acuminat, glabres, amb la línia interpetiolar.
Les inflorescències són axil·lars o terminals, de vegades dos per node, més curtes que les fulles adjacents, amb 5-8 flors, laxes, amb bràctees florals ovades. El seu nombre de cromosomes és de 2n = 22.

## Distribució i hàbitat
Es distribueix per Sud-àfrica a Natal i Transkei en els boscos de ribera i els penya-segats de gres dels boscos de les zones subtropicals humides.

## Sinonímia
- Tacazzea natalensis N.E.Br.[3]